# Língua kangri
Kangri é uma variedade Língua indo-ariana falada no norte da Índia, predominantemente nos distritos de Kangra,  Hamirpur, sendo cerca de 1,7 milhões de falantes (1996), while those who reported their first language as Kangri in the 2011 census were 1.17 million comparados com 1,12 milhões em 2001.

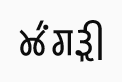
Kangri escrito em Takri

A posição precisa dentro da família indo-ariana está sujeita a debate. Alguns estudiosos classificaram como um dialeto da língua Dogri falada ao oeste (e, portanto, um membro do Grande Punjabi), enquanto outros viram sua afinidade ser mais próxima das línguas Pahari Ocidentais falads ao leste:  Mandeali,  Chambeali e  Kullui. 

## Situação atual
A língua é comumente chamada de Pahari ou Pahari Ocidental (Himachali). Alguns falantes podem até chamá-lo de dialeto do Punjabi ou do  Dogri. O idioma não tem status oficial e é registrado como um dialeto do Hindi. De acordo com a UNESCO, o idioma está numa categoria definitivamente ameaçada, ou seja, muitas crianças Kangri não estão mais aprendendo Kangri como sua língua materna.
A demanda para a inclusão de 'Pahari (Himachali)' sob a Tabela Oito da Constituição, que supostamente representa várias línguas Pahari de Himachal Pradesh, havia sido feita no ano de 2010 por Vidhan Sabha do estado. Não houve nenhum progresso positivo neste assunto desde então, mesmo quando
Pequenas organizações estão se empenhando em salvar o idioma e até exigindo isso. Devido ao interesse político, a língua é atualmente registrada como um dialeto do hindi, mesmo tendo uma baixa inteligibilidade mútua com ela e tendo uma maior inteligibilidade mútua com outras línguas reconhecidas como o Dogri.

## Escrita
A língua usa sua escrita nativa, a  Takri.

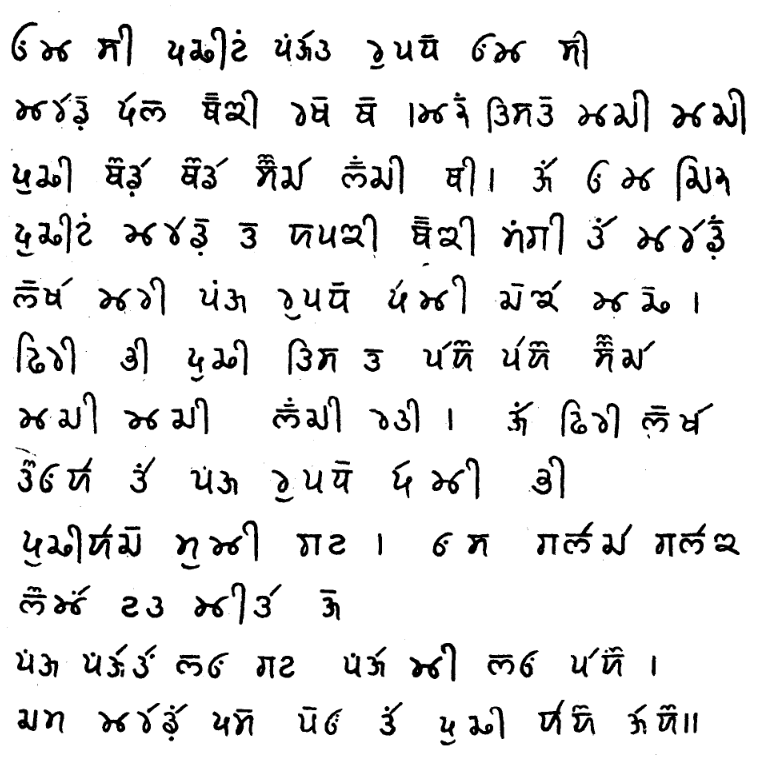
amostra de Kangri escrito

## Amostra de texto
(Matteus 1:1-3)
असां दे कुलपिता ‘इब्राह़म’ कने इस ते बाह़द राजा ‘दाउद्दे’ दे बंसे ते यीशु मसीह़ा तिकर बंसाबली एह़ है:
‘इब्राह़म’ ‘इसह़ाक्‍के’ दा प्‍यो था। इसह़ाक ‘याकूबे’ दा प्‍यो था। याकूबे ते ‘यह़ूदा’ कने होर भ़ी पुत्तर जम्‍मैं।
यह़ूदा ‘फिरिस’ कने ‘जोरह़’ दा प्‍यो था। कने इह़नां दी मां ‘तामार’ थी। फिरिस्‍से ते ‘हिस्रोन’ जम्‍मेआ। हिस्रोनैं ते ‘एराम’ जम्‍मेआ।~
IPA
əsɑ̃ de kʊlpɪtɑ 'ɪbɾɑ̂m' kəne ɪs te bɑ̂d ɾɑd͡ʒɑ 'dɑʊddɛ' de bə̃se te jisʊ̌ məsiɦɑ tikəɾ bə̃sɑbəli ê hɛ:
'ɪbɾɑ̂m' 'ɪsɦɑkke' da pjo tʰɑ. ɪsɦɑk 'jɑkube' da pjo tʰɑ. jɑkube te 'jəɦuda' kəne hoɾ bì pʊttəɾ d͡ʒəmmɛ̃.
jəɦudɑ 'pʰɪɾɪs' kəne 'd͡ʒɾə̂' dɑ pjo tʰɑ. kəne înɑ̃ di mɑ̃ 'tɑmɑɾ' tʰi. pʰɪɾɪsse te 'hɪsɾon' d͡ʒəmmeɑ. hɪsɾonɛ̃ te 'eɾɑm' d͡ʒəmmeɑ.
Português
O livro da geração de Jesus Cristo, filho de Davi, filho de Abraão.
Abraão gerou Isaac; e Isaac gerou Jacó; e Jacó gerou Judas e seus irmãos;
E Judas gerou Phares e Zara de Tamar; e Phares gerou Esrom; e Esrom gerou Aram..